# Nazionale di bob del Principato di Monaco
La nazionale di bob del Principato di Monaco è la selezione che rappresa il Principato di Monaco nelle competizioni internazionali di bob.
Dal debutto a Calgary 1988, la squadra ha preso parte a tutte le edizioni dei Giochi olimpici invernali.

## Storia

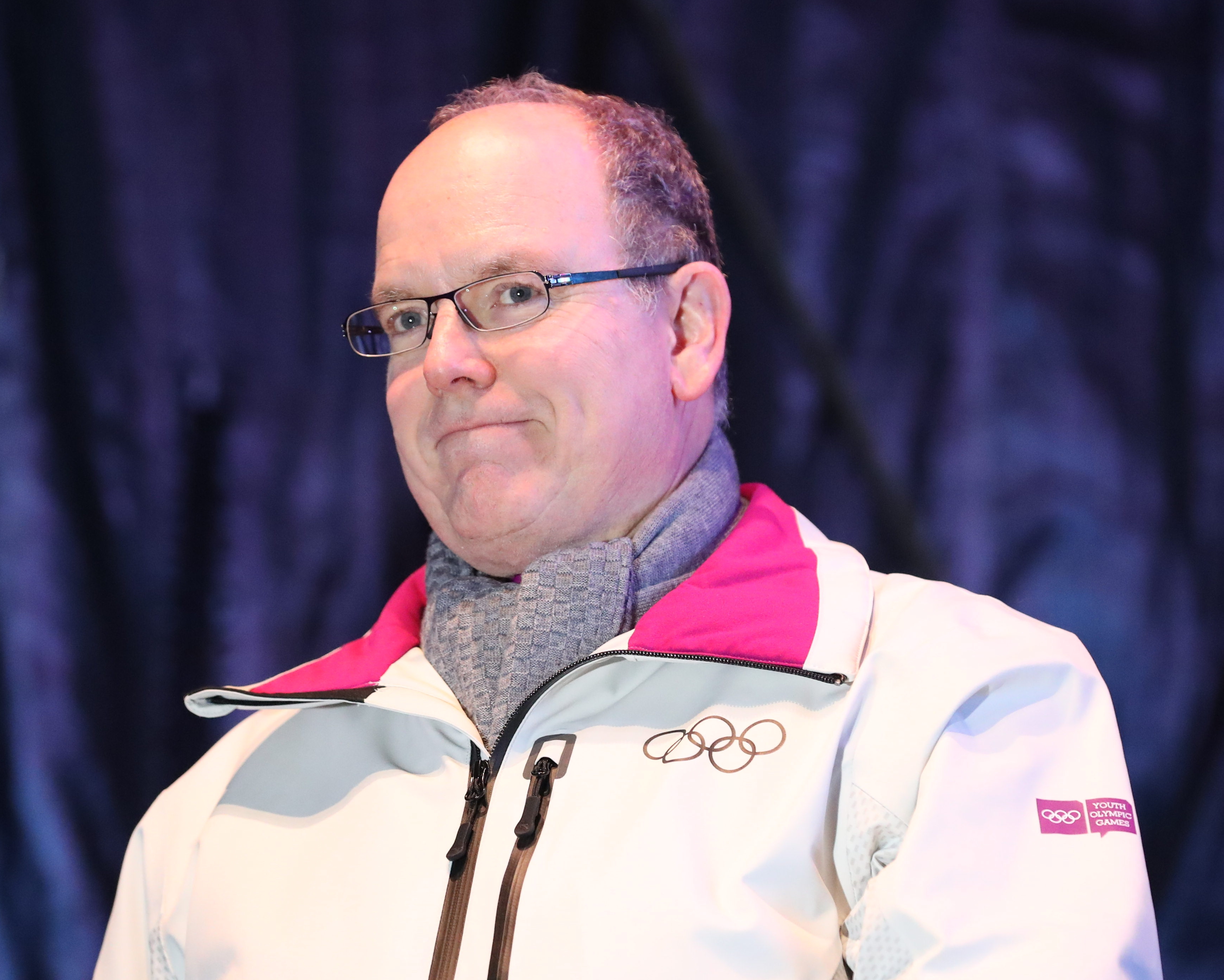
Alberto II di Monaco nel 2020

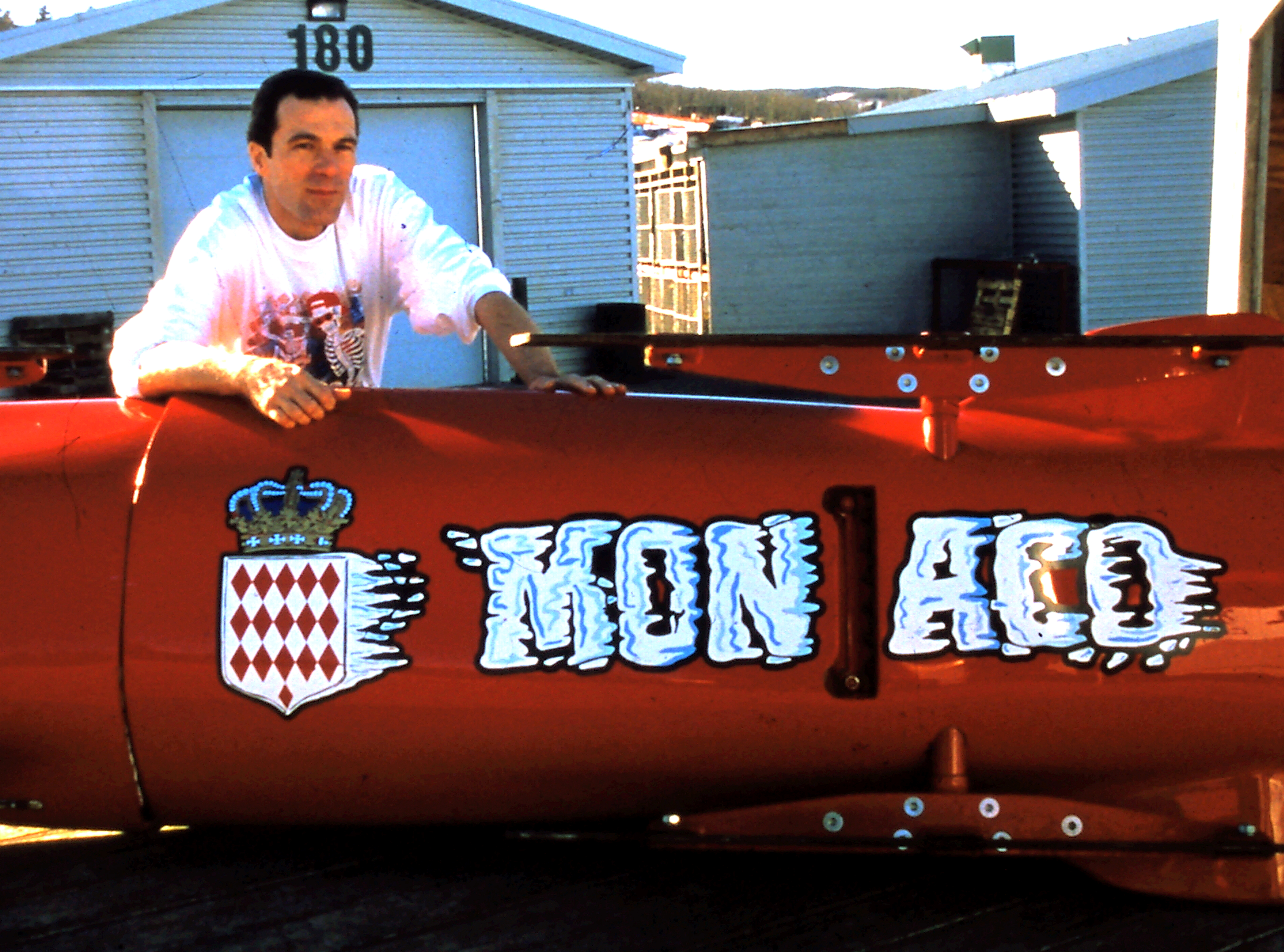
Bob di Monaco

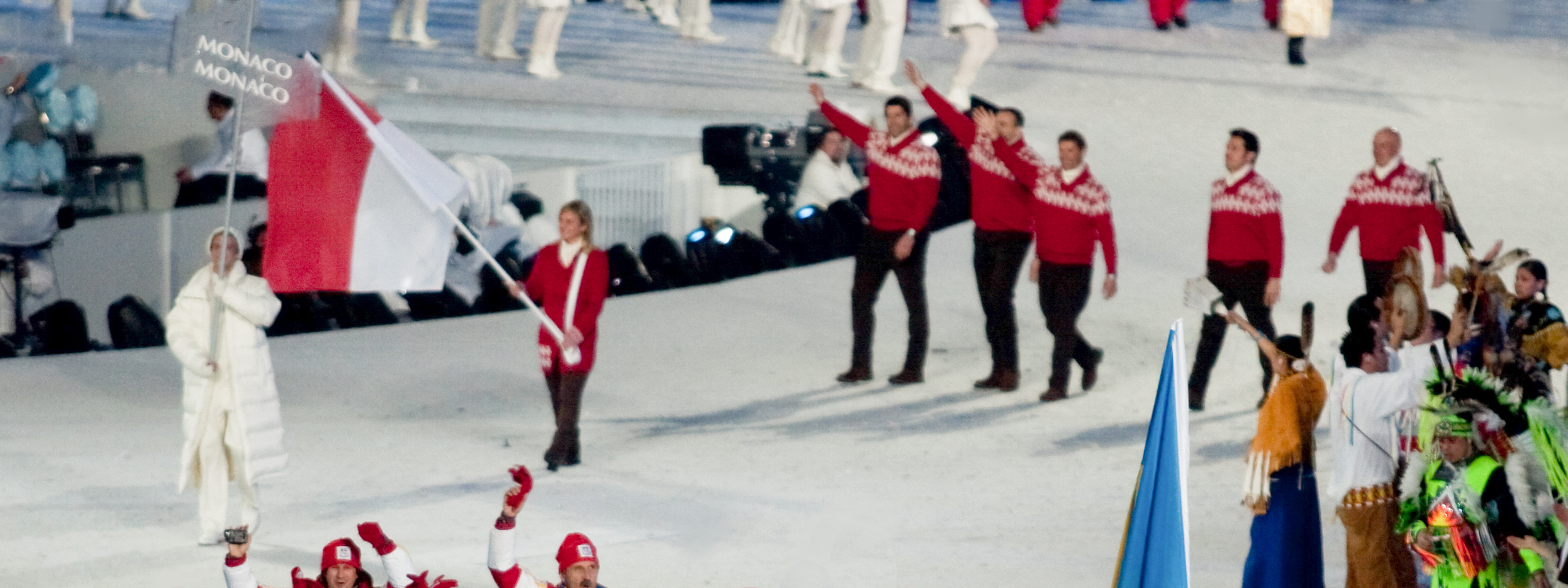
Bobbisti monegaschi alla cerimonia di apertura delle Olimpiadi di

Cinque anni dopo aver toccato per la prima volta un bob ai Giochi olimpici invernali di Lake Placid 1980, l'allora principe ereditario Alberto Grimaldi si trovava in vacanza a Sankt Moritz, in Svizzera. Dopo una discesa con il "taxi bob" fu avvicinato da un allenatore svizzero che gli chiese se fosse interessato a partecipare ad una scuola di pilotaggio per bob, scoprendo poi che la moglie dell'allenatore era stata una delle prime balie del principe. Peraltro, già lo zio Guy de Polignac aveva preso praticato lo sport con Nazionale di bob della Francia negli anni 1920.
Nel 1986 Alberto di Monaco concluse il primo corso di guida, partecipando poi alla prima gara con il Bob Club Lugano e debuttando nella Coppa del Mondo di bob nel dicembre 1987 a Ingls, in Austria per ottenere i primi punti necessari alla qualificazione olimpica. Ai Giochi di Calgary 1988 il bob a due monegasco si classificò al 25º posto. Dopo cinque edizioni olimpiche, di cui l'ultima a Salt Lake City 2002 nella una gara di bob a 4 terminata al 28º posto, il principe Alberto passò il testimone.
Ai Campionati mondiali di bob 2004 di Königssee i monegaschi Patrice Servelle e Sébastien Gattuso giunsero al 4º posto, ad appena 0,75 secondi dal podio.
Jérémy Bottin e Patrice Servelle raccolsero la sfida olimpica nel 2006, conquistando il 12º posto a Torino 2006, mentre Sébastien Gattuso era stato trovato positivo ad un controllo antidoping pochi giorni prima dell'inizio delle competizioni e per questo venne squalificato per 6 mesi dalla federazione monegasca.

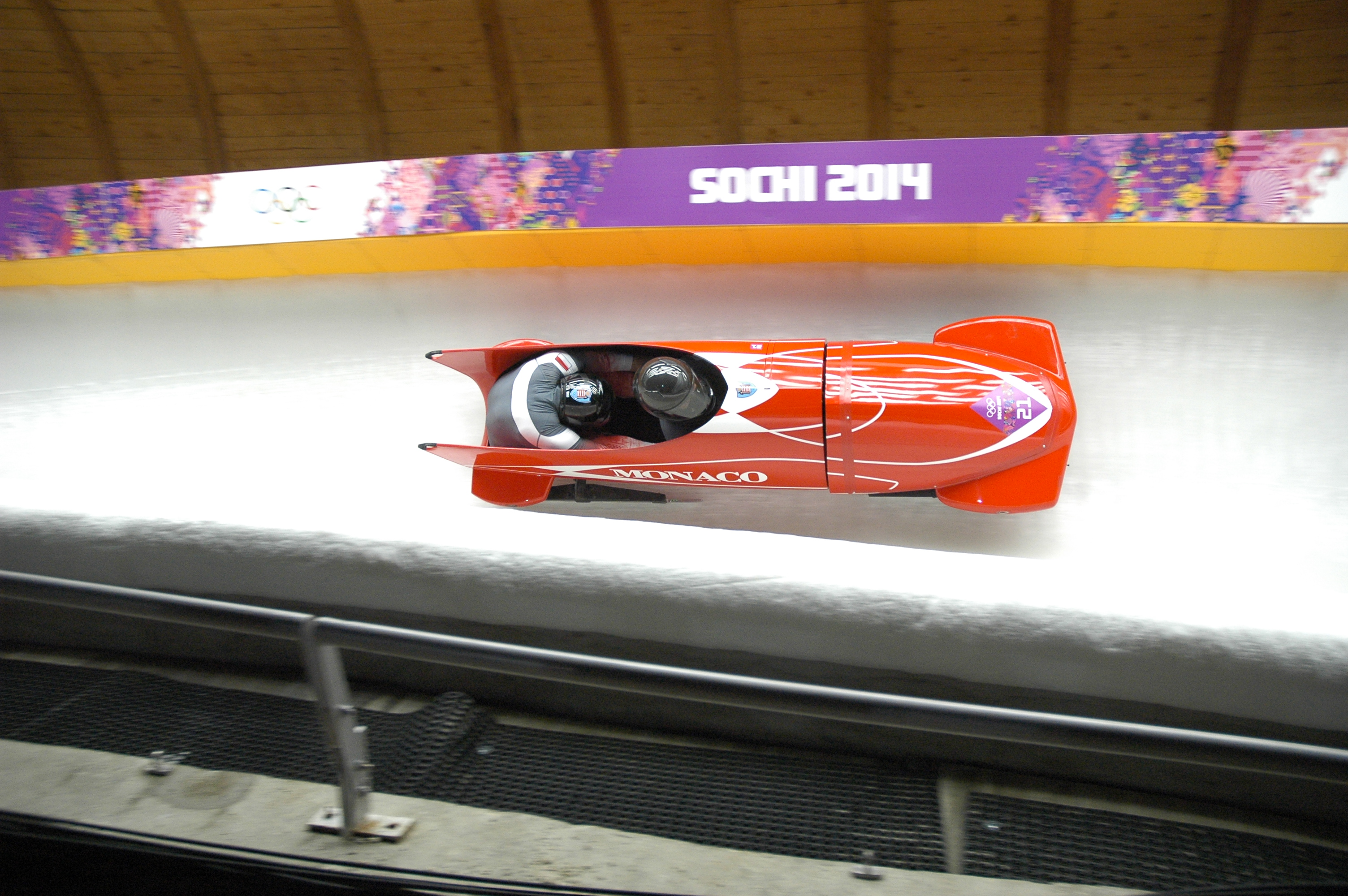
Patrice Servelle e Sébastien Gattuso in azione alle Olimpiadi di

Tra il 2010 e il 2012 Monaco ingaggiò il bobbista giamaicano-canadese Lascelles Brown (argento a Salt Lake City 2002 con la Nazionale di bob del Canada) per partecipare insieme a Patrice Serville alle gare del circuito: nella stagione 2010-2011, dopo aver vinto a novembre tre gare della Coppa America, il 5 dicembre 2010 giunsero secondi nella gara di Coppa del Mondo a Calgary.
Da Pyeongchang 2018, il bob monegasco è stato affidato alla guida di Rudy Rinaldi, già medaglia di bronzo ai Giochi Olimpici della Gioventù nel 2013 con Jérémy Torre, e al frenatore Boris Vain, velocista e lanciatore di peso. I due atleti, allenati presso lo stadio Louis-II e sulla pista di spinta di La Turbie dall'allenatore francese Bruno Mingeon (medaglia di bronzo nel bob a 4 a Nagano 1998), ottennero buone prestazioni in Coppa del Mondo (tra cui un 9º posto a Ingls il 27 novembre 2021). Nella gara di bob a due ai Giochi di Pechino 2022 Rudy Rinaldi e Boris Vain ottennero il 6º piazzamento, miglior risultato assoluto di Monaco ai Giochi olimpici (sia estivi sia invernali).

## Partecipazione ai giochi olimpici invernali

### Bob a quattro maschile
| anno | città          | classifica | composizione                                                                               |
| ---- | -------------- | ---------- | ------------------------------------------------------------------------------------------ |
| 1992 | Albertville    | 27         | Albert Grimaldi, Gilbert Bessi, Michel Vatrican, David Tomatis                             |
| 1994 | Lillehammer    | 26         | Albert Grimaldi, David Tomatis, Pascal Camia, Gilbert Bessi                                |
| 1988 | Nagano         | 28         | Albert Grimaldi, Pascal Camia, Jean-François Calmes, Gilbert Bessi                         |
| 2002 | Salt Lake City | 22         | Albert Grimaldi, Charles Oula, Sébastien Gattuso*, Patrice Servelle, Jean-François Calmes* |

### Bob a due maschile
| anno | città          | classifica | composizione                                                 |
| ---- | -------------- | ---------- | ------------------------------------------------------------ |
| 1988 | Calgary        | 25°        | Albert Grimaldi, Gilbert Bessi                               |
| 1992 | Albertville    | 23 43      | Gilbert Bessi, Michel Vatrican Albert Grimaldi, Pascal Camia |
| 1994 | Lillehammer    | 31         | Albert Grimaldi, Gilbert Bessi                               |
| 1988 | Nagano         | 24         | Gilbert Bessi, Jean-François Calmes                          |
| 2002 | Salt Lake City | 22         | Sébastien Gattuso, Patrice Servelle                          |
| 2006 | Torino         | 12         | Jeremy Bottin, Patrice Servelle                              |
| 2010 | Vancouver      | 19         | Sébastien Gattuso, Patrice Servelle                          |
| 2014 | Soči           | 21         | Sébastien Gattuso, Patrice Servelle                          |
| 2018 | Pyeongchang    | 19         | Rudy Rinaldi, Boris Vain                                     |
| 2022 | Pechino        | 6          | Rudy Rinaldi, Boris Vain                                     |

## Nella cultura di massa
Nel febbraio 2015 fu annunciata l'intenzione di realizzare un film intitolato Royal ice su sceneggiatura scritta da Mark Thomas, membro della squadra originale di bob di Monaco fondata nel 1986, e presentata all'European Film Market del festival cinematografico di Berlino. Garry Marshall avrebbe dovuto dirigere le riprese del film.